# سيميموكسين
سيميموكسين هو مضادا للاكتئاب مثبط أكسيداز أحادي الأمين ومن مجموعة هيدرازين، لم يسوق أبدا.